# العلاقات الليختنشتانية المصرية
العلاقات الليختنشتانية المصرية هي العلاقات الثنائية التي تجمع بين ليختنشتاين ومصر.

## مقارنة بين البلدين
هذه مقارنة عامة ومرجعية للدولتين:
| وجه المقارنة                                              | ليختنشتاين                                 | مصر           |
| --------------------------------------------------------- | ------------------------------------------ | ------------- |
| المساحة (كم2)                                             | 16                                         | 1.01 مليون    |
| عدد السكان (نسمة)                                         | 37.47 ألف                                  | 94.80 مليون   |
| الكثافة السكانية (ن./كم²)                                 | 234.19 ألف                                 | 93.86         |
| العاصمة                                                   | فادوتس                                     | القاهرة       |
| اللغة الرسمية                                             | اللغة الألمانية                            | اللغة العربية |
| العملة                                                    | فرنك سويسري                                | جنيه مصري     |
| الناتج المحلي الإجمالي (بليون دولار)                      | 6.29 مليار                                 | 235.37 مليار  |
| الناتج المحلي الإجمالي (تعادل القوة الشرائية) بليون دولار |                                            | 998.67 مليار  |
| الناتج المحلي الإجمالي الاسمي للفرد دولار أمريكي          |                                            | 3.61 ألف      |
| الناتج المحلي الإجمالي للفرد دولار أمريكي                 |                                            |               |
| مؤشر التنمية البشرية                                      | 0.908                                      | 0.690         |
| رمز المكالمات الدولي                                      | +423                                       | +20           |
| رمز الإنترنت                                              | .li                                        | .eg، .مصر     |
| المنطقة الزمنية                                           | توقيت وسط أوروبا، ت ع م+01:00، ت ع م+02:00 | ت ع م+02:00   |

## منظمات دولية مشتركة
يشترك البلدان في عضوية مجموعة من المنظمات الدولية، منها:
| علم المنظمة | اسم المنظمة                   | تاريخ انضمام ليختنشتاين | تاريخ انضمام مصر |
| ----------- | ----------------------------- | ----------------------- | ---------------- |
|             | الاتحاد البريدي العالمي       | ?                       | ?                |
|             | الاتحاد الدولي للاتصالات      | 25 يوليو 1963           | 9 ديسمبر 1876    |
|             | منظمة التجارة العالمية        | ?                       | 30 يونيو 1995    |
|             | منظمة الشرطة الجنائية الدولية | ?                       | 7 سبتمبر 1923    |
|             | الأمم المتحدة                 | 18 سبتمبر 1990          | 24 أكتوبر 1945   |

## وصلات خارجية
- موقع وزارة الخارجية المصرية